# Louis Cavalié
Pour les articles homonymes, voir Cavalié.
Louis Henri Angeli Cavalié, fils de Jean François Pierre Séverin Henri, notaire à Albi, est un homme politique français né le 4 mars 1831 à Albi (Tarn) et mort le 2 mai 1916 à Albi.

## Biographie
Licencié en droit, puis notaire à Albi, il est maire et conseiller général en 1870, révoqué par le gouvernement de Broglie pour ses opinions républicaines. Il est député du Tarn de 1876 à 1877 et de 1878 à 1893, siégeant à l'Union républicaine. Il est l'un des 363 qui refusent la confiance au gouvernement de Broglie, le 16 mai 1877. 

## Sources
- « Louis Cavalié », dans Adolphe Robert et Gaston Cougny, Dictionnaire des parlementaires français, Edgar Bourloton, 1889-1891 [détail de l’édition]
- « Louis Cavalié », dans le Dictionnaire des parlementaires français (1889-1940), sous la direction de Jean Jolly, PUF, 1960 [détail de l’édition]

## Liens exterrnes
- Ressource relative à la vie publique :   - Base Sycomore